# John Patton (Politiker, 1823)

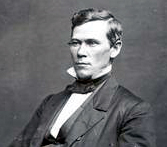
John Patton

John Patton (* 6. Januar 1823 in Covington, Tioga County, Pennsylvania; † 23. Dezember 1897 in Philadelphia, Pennsylvania) war ein US-amerikanischer Politiker. Zwischen 1861 und 1863 sowie nochmals von 1887 und 1889 vertrat er den Bundesstaat Pennsylvania im US-Repräsentantenhaus.

## Werdegang
John Patton besuchte die öffentlichen Schulen in Curwensville, wo er seit 1828 lebte. Danach arbeitete er im Handel. Zwischen 1844 und 1860 war er auch in der Holzbranche tätig. Danach stieg er in das Bankgewerbe ein. Im Jahr 1864 war er Mitbegründer der First National Bank of Curwensville, deren Präsident er wurde. Politisch schloss sich Patton zunächst der Whig Party an. Im Juni 1852 nahm er als Delegierter an deren Bundesparteitag teil. Nach der Auflösung der Whigs wurde er Mitglied der 1854 gegründeten Republikanischen Partei. Im Mai 1860 war er Delegierter zur Republican National Convention in Chicago, auf der Abraham Lincoln als Präsidentschaftskandidat nominiert wurde.
Bei den Kongresswahlen des Jahres 1860 wurde Patton im 24. Wahlbezirk von Pennsylvania in das US-Repräsentantenhaus in Washington, D.C. gewählt, wo er am 4. März 1861 die Nachfolge von Chapin Hall antrat. Da er im Jahr 1862 auf eine weitere Kandidatur verzichtete, konnte er bis zum 3. März 1863 zunächst nur eine Legislaturperiode im Kongress absolvieren, die von den Ereignissen des Bürgerkrieges geprägt war. Anschließend setzte er seine früheren Tätigkeiten im Bankgewerbe fort.
Patton wurde bei den Wahlen des Jahres 1886 im 20. Distrikt seines Staates erneut in den Kongress gewählt, wo er zwischen dem 4. März 1887 und dem 3. März 1889 eine weitere Legislaturperiode verbringen konnte. Im Jahr 1888 verzichtete er auf eine erneute Kongresskandidatur. Danach wurde er wieder im Bankgewerbe tätig. Er starb am 23. Dezember 1897 in Philadelphia, wohin er sich in ärztliche Behandlung begeben hatte. John Patton war der Vater des Kongressabgeordneten Charles Emory Patton (1859–1937) und von US-Senator John Patton (1850–1907) sowie der Onkel des Kongressabgeordneten William Irvin Swoope (1862–1930).